# Godzina pąsowej róży (powieść)
Godzina pąsowej róży – powieść dla dzieci autorstwa Marii Krüger z 1960.

## Treść[1]
Nastoletnia Anda przypadkowo cofa wskazówki starego, zabytkowego zegara i przenosi się w przeszłość - do lat osiemdziesiątych XIX wieku. Z trudem przystosowuje się do nowych warunków. By powrócić do swoich czasów, musi odnaleźć zegar.
Na podstawie powieści powstał film pod tym samym tytułem.